# Corgémont
Corgémont ist eine politische Gemeinde im Verwaltungskreis Berner Jura des Kantons Bern in der Schweiz.

## Geographie
Corgémont liegt auf 663 m ü. M., 10 km nordwestlich von Biel (Luftlinie). Das ehemalige Strassenzeilendorf erstreckt sich im östlichen Teil des Juralängstals Vallon de Saint-Imier, grösstenteils nördlich des Flusslaufs der Schüss (französisch Suze).
Die Fläche des 17,6 km² grossen Gemeindegebiets umfasst einen Abschnitt des breiten Talbeckens des Vallon de Saint-Imier. Den zentralen Teil nimmt die rund 500 m breite Talniederung der Schüss ein. Im Norden reicht das Gebiet auf die Antiklinale der Montagne du Droit (bis 1126 m ü. M.). Nach Süden erstreckt sich Corgémont auf die Höhe der Chasseral-Kette, auf der mit 1325 m ü. M. der höchste Punkt der Gemeinde erreicht wird. Auf dem Scheitel der Chasseral-Kette wurde das harte Deckgestein aufgebrochen und wegerodiert, wodurch im Laufe der Jahrmillionen ein nördlicher und ein südlicher Kamm entstanden. Dazwischen befindet sich ein Antiklinaltal, das bereits bis auf die nächste harte Gesteinsschicht ausgeräumt ist. Dieses Gewölbe bildet zwischen den beiden äusseren Kreten einen dritten Kamm. Das Antiklinaltal besitzt südlich von Corgémont einen Abfluss zur Schüss, die tief eingeschnittene Combe du Bez. Auf den breiten Kämmen der Montagne du Droit und der Chasseral-Kette befinden sich ausgedehnte Jurahochweiden mit den typischen mächtigen Fichten, die entweder einzeln oder in Gruppen stehen. Von der Gemeindefläche entfielen 1997 6 % auf Siedlungen, 39 % auf Wald und Gehölze, 54 % auf Landwirtschaft und etwas weniger als 1 % war unproduktives Land.
Zu Corgémont gehören zahlreiche Einzelhöfe, die weit verstreut im Tal und auf den Jurahöhen liegen. Nachbargemeinden von Corgémont sind Tramelan, Mont-Tramelan, Cortébert, Nods, Orvin, Sonceboz-Sombeval und Tavannes.

## Bevölkerung
| Bevölkerungsentwicklung | Bevölkerungsentwicklung |
| Jahr                    | Einwohner               |
| ----------------------- | ----------------------- |
| 1850                    | 753                     |
| 1900                    | 1'418                   |
| 1910                    | 1'369                   |
| 1930                    | 1'238                   |
| 1950                    | 1'285                   |
| 1960                    | 1'414                   |
| 1970                    | 1'645                   |
| 1980                    | 1'470                   |
| 1990                    | 1'534                   |
| 2000                    | 1'493                   |
| 2010                    | 1'548                   |

Mit 1842 Einwohnern (Stand 31. Dezember 2023) gehört Corgémont zu den grösseren Gemeinden des Berner Juras. Von den Bewohnern sind 77,5 % französischsprachig, 16,1 % deutschsprachig und 3,4 % italienischsprachig (Stand 2000). Die Bevölkerungszahl von Corgémont stieg vor allem in der zweiten Hälfte des 19. Jahrhunderts stark an. Nach einem Höchststand um 1970 wurde während der Wirtschaftskrise der folgenden Jahre eine deutliche Abwanderung beobachtet. Seit 1980 gibt es nur noch geringe Bevölkerungsschwankungen.

Historisches Luftbild aus 1200 m von Walter Mittelholzer von 1930

## Politik
Gemeindepräsident ist seit 2020 Denis Bessire (Alliance Salariés/Indépendants).
Bei den Nationalratswahlen 2023 betrugen die Wähleranteile in Corgémont (in Klammern die Veränderung im Vergleich zu den Wahlen 2019 in Prozentpunkten): SVP 45,01 % (+5,38), SP 22,65 % (+8,41), Grüne 12,65 % (−4,66), FDP 7,22 % (+1,59), EDU 3,33 % (+0,24), glp 2,94 % (−3,35), EVP 2,65 % (+0,84), Mitte 1,45 % (−6,04), SD 0,62 % (+0,38).

## Wirtschaft
Corgémont war bis Ende des 18. Jahrhunderts ein landwirtschaftlich geprägtes Dorf, daneben gab es einige Ziegeleien, Mühlen und Tuchmacherei. Gegen 1800 fasste die Uhrmacherei Fuss in Corgémont. Die Uhrenindustrie verhalf dem Ort ab der zweiten Hälfte des 19. Jahrhunderts zu einem grossen wirtschaftlichen Aufschwung. Dazu gehörten eine Uhrenfedernmanufaktur (1899–1982) und die Jules Schmoll Corgémont Watch (1907–1928), eine Zweigstelle der Uhrenfabrik von Fontainemelon. Mit der Krise in der Uhrenindustrie fand eine Diversifizierung der Industriebranchen zur Mechanik, Feinmechanik und Herstellung von Schraubenbolzen statt. Von 1932 bis 1994 hatte ein Emaillierwerk, die Emaillerie de Corgémont SA, grosse Bedeutung. Trotz des hohen Ranges der Industrie spielt auch die Landwirtschaft mit Viehzucht und Milchwirtschaft, in den tiefen Lagen auch etwas Ackerbau, noch eine gewisse Rolle. In diesem Sektor arbeiten 10 % der Erwerbstätigen.

## Verkehr
Die Gemeinde ist verkehrsmässig gut erschlossen. Sie liegt an der rege befahrenen Hauptstrasse von Biel nach La Chaux-de-Fonds. Am 30. April 1874 wurde die Eisenbahnlinie von Biel nach Convers mit einem Bahnhof in Corgémont eröffnet.

## Geschichte
Die erste schriftliche Erwähnung des Dorfes unter dem Namen Curisgimund erfolgte auf Karten des 8. Jahrhunderts. Später erscheinen die Bezeichnungen Corjamont (1178), Cortgemund (1181), Corteimont (1228) und Coriemont (1326). Der Ortsname geht vermutlich auf den Hof eines Gismund oder Giamond zurück. In Corgémont hatten das Kloster Moutier-Grandval und das Kapitel Saint-Imier Grundbesitz. Die Herrschaft über den Ort hatten vom 12. bis zum 15. Jahrhundert die Edlen von Corgémont (auch de Chalmé) inne. Das Dorf gehörte bis 1797 zur Herrschaft Erguel, die dem Fürstbistum Basel unterstand, wobei auch die Stadt Biel zeitweise grösseren Einfluss ausübte. 1530 wurde in Corgémont die Reformation eingeführt. Von 1797 bis 1815 gehörte der Ort zu Frankreich und war anfangs Teil des Département Mont-Terrible, das 1800 mit dem Département Haut-Rhin verbunden wurde. Durch den Entscheid des Wiener Kongresses kam Corgémont 1815 an den Kanton Bern zum Bezirk Courtelary.

## Sehenswürdigkeiten
Die reformierte Kirche Saint-Valier wurde 1766 an der Stelle eines früheren Gotteshauses von 1379 neu erbaut. 1925 wurde die Kirche vergrössert und 1966 mit einem neuen Glockenturm versehen. Die römisch-katholische Kapelle des heiligen Niklaus von Flüe stammt von 1958. Im alten Dorfteil, dem Quart-Dessous, sind eine Steinbrücke, einige Bauernhöfe und Häuser aus dem 18. und 19. Jahrhundert erhalten.
Die Kirchenfenster des «Temple réformé» wurden in den 1990er Jahren vom damaligen Pfarrer der Deutschschweizer Gemeinde entworfen und von einem Berner Künstler gestaltet. Sie weisen eine enorme Symbolik sowohl biblischer als auch moderner Elemente auf und sind, besonders bei Morgenlicht, sehr ansehnlich. Ein Teil des Glases stammt aus einer zerbrochenen Leuchtanzeige eines kleinen Geschäfts im Ort.

## Bilder

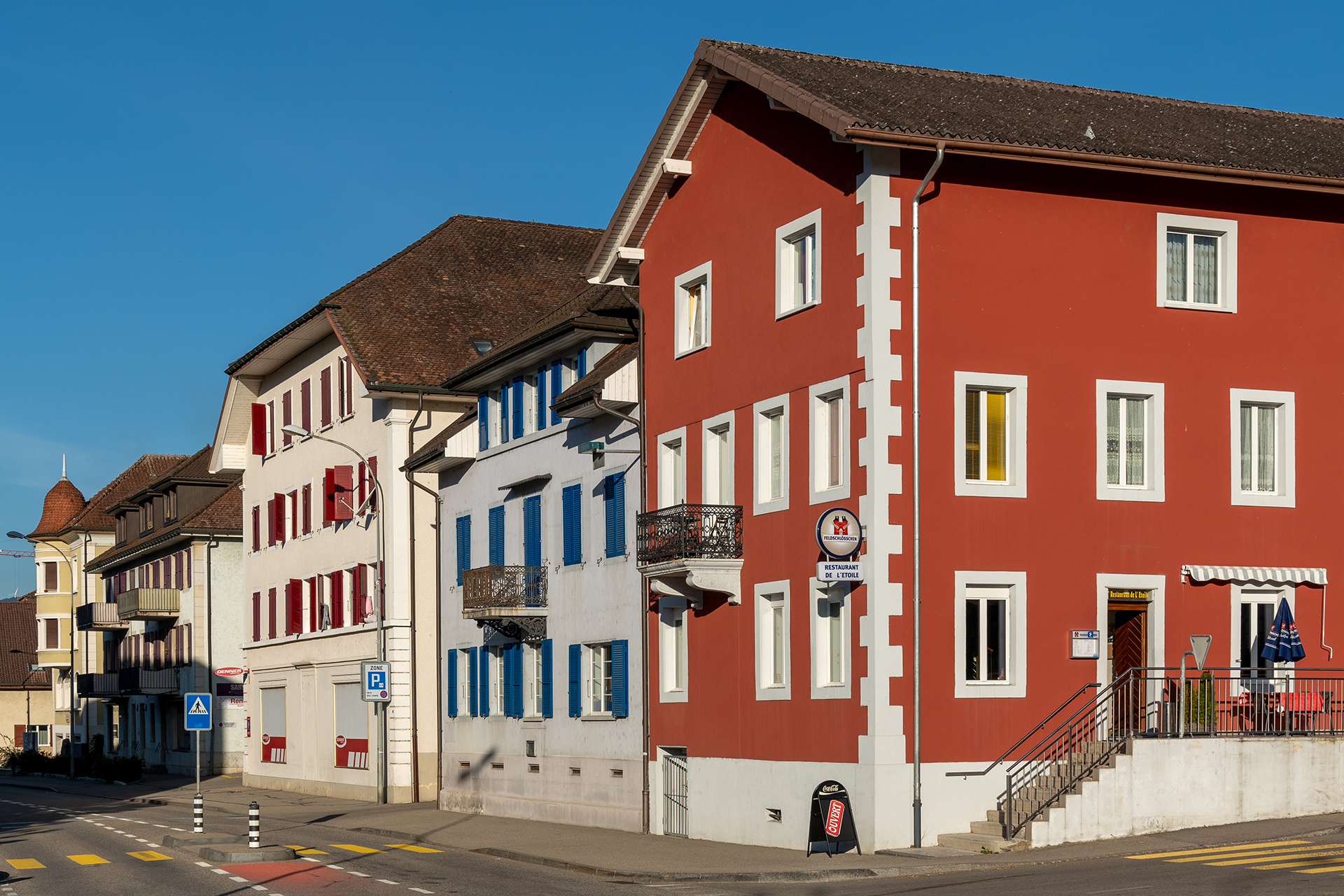
Zentrum von Corgémont
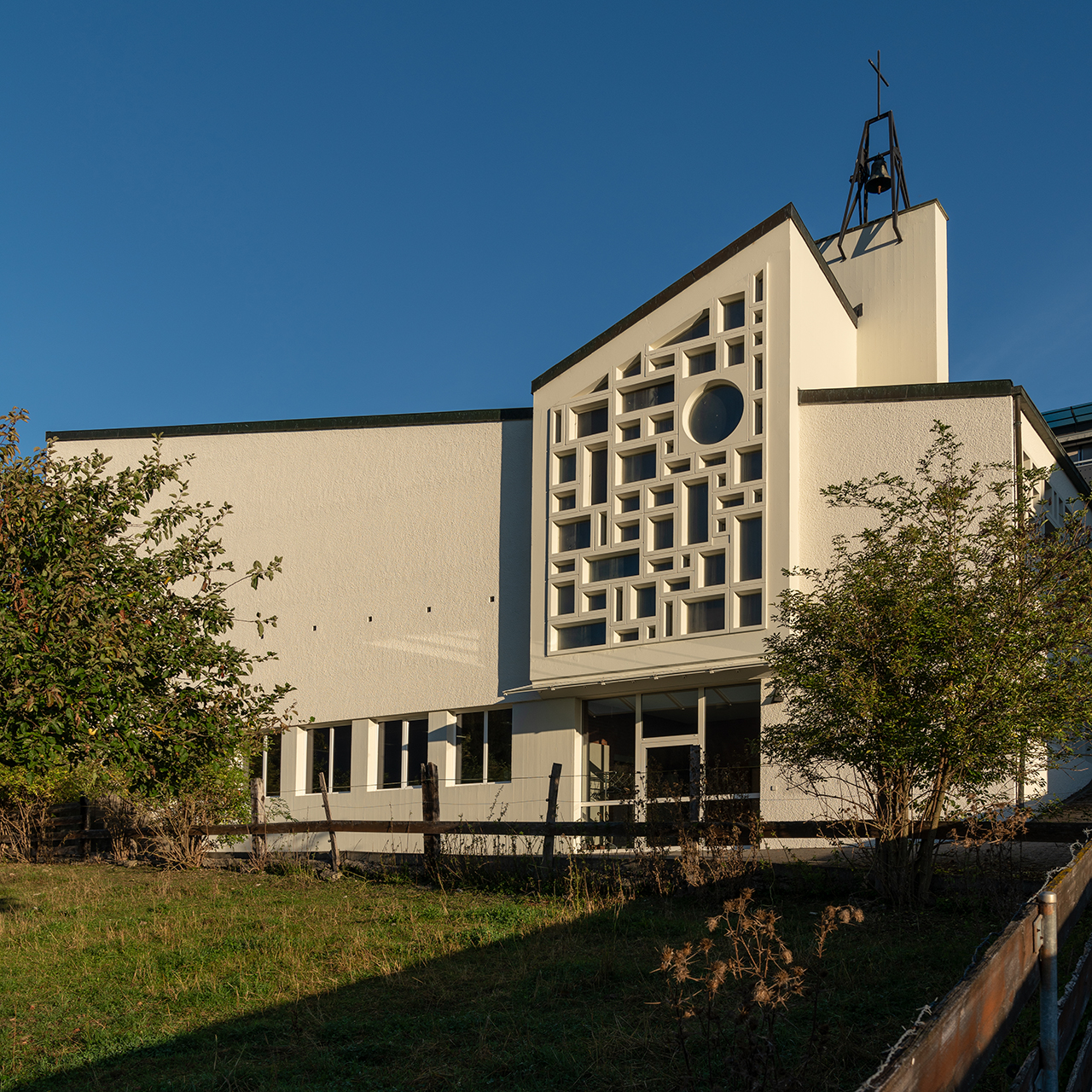
Katholische Kirche
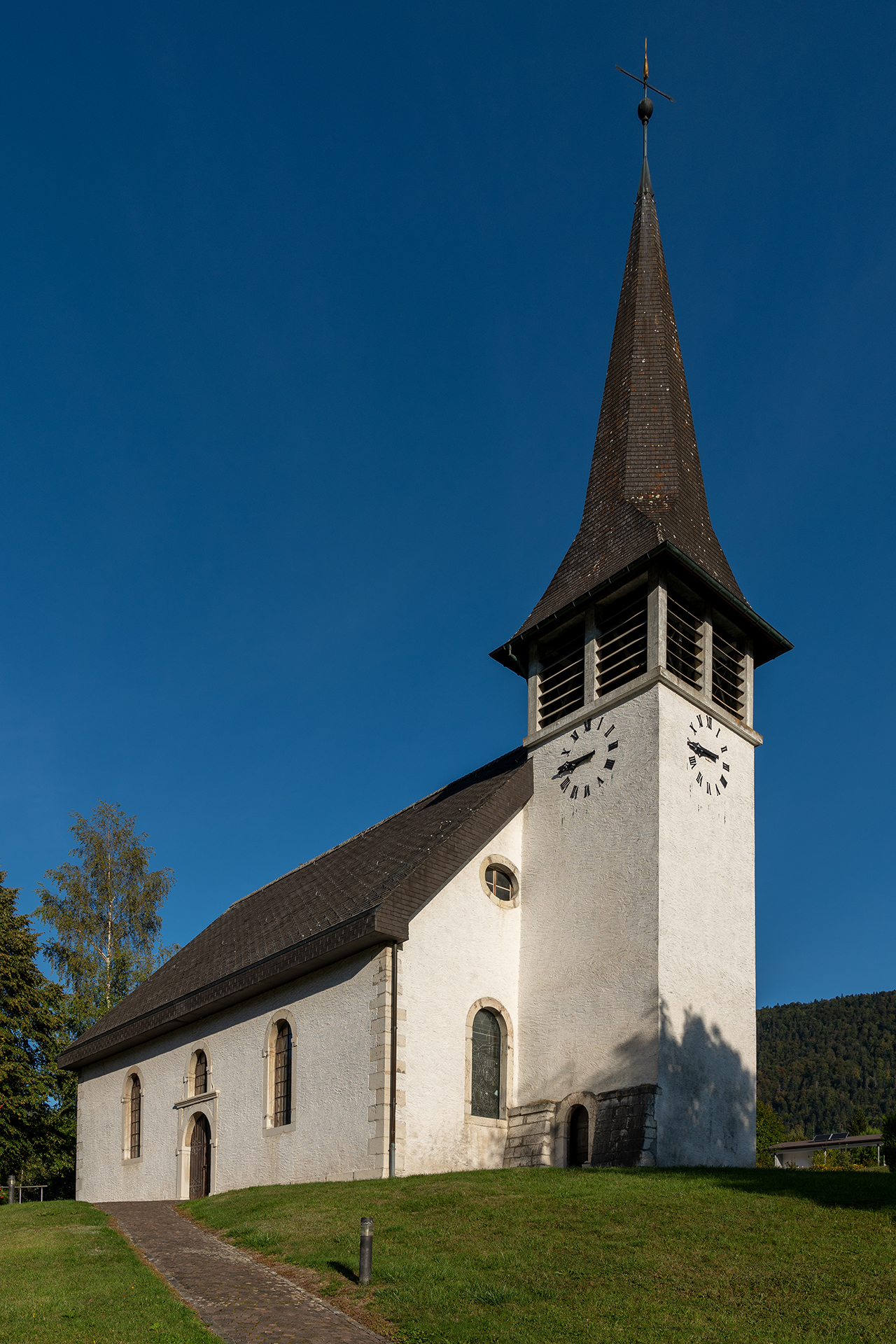
Reformierte Kirche
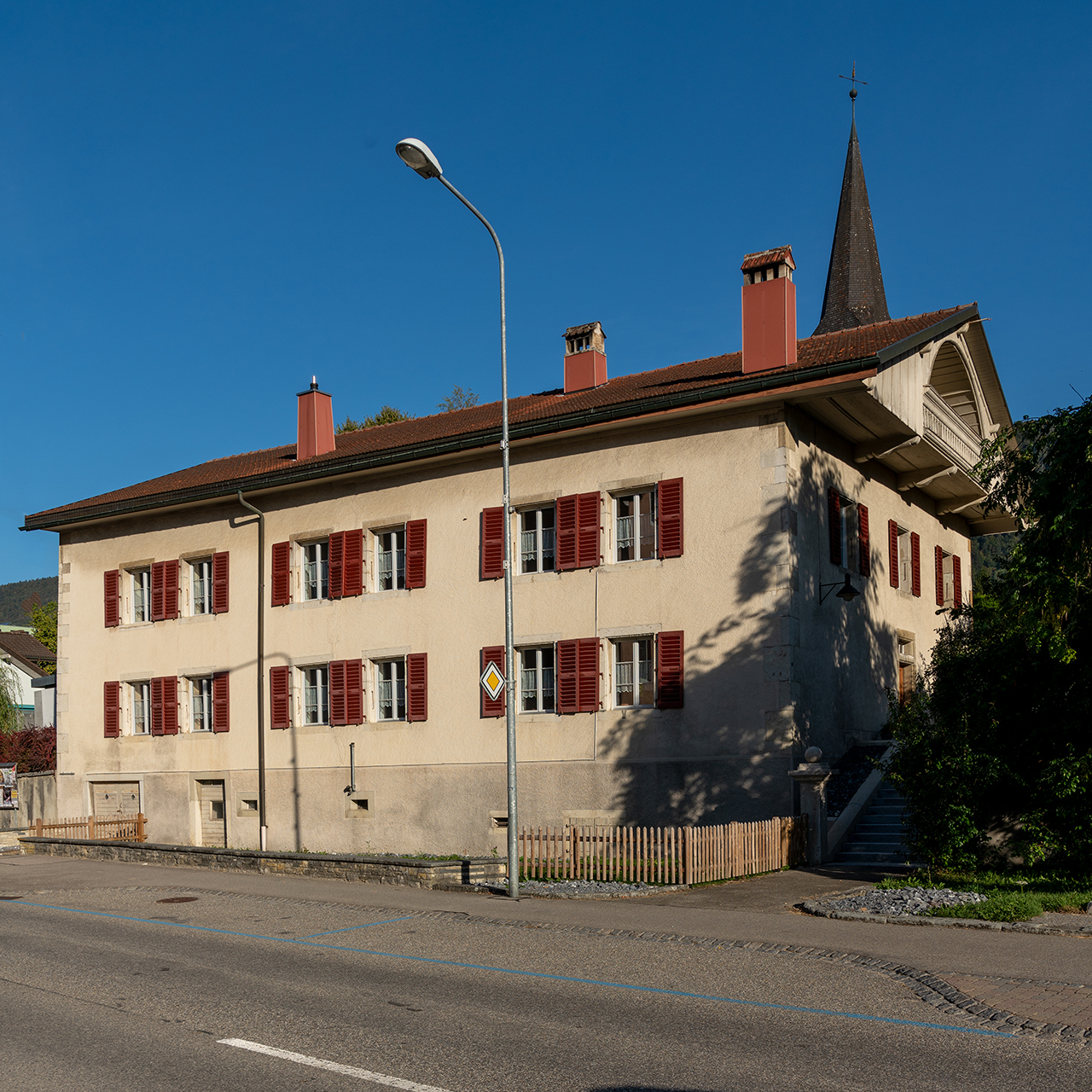
Pfarrhaus
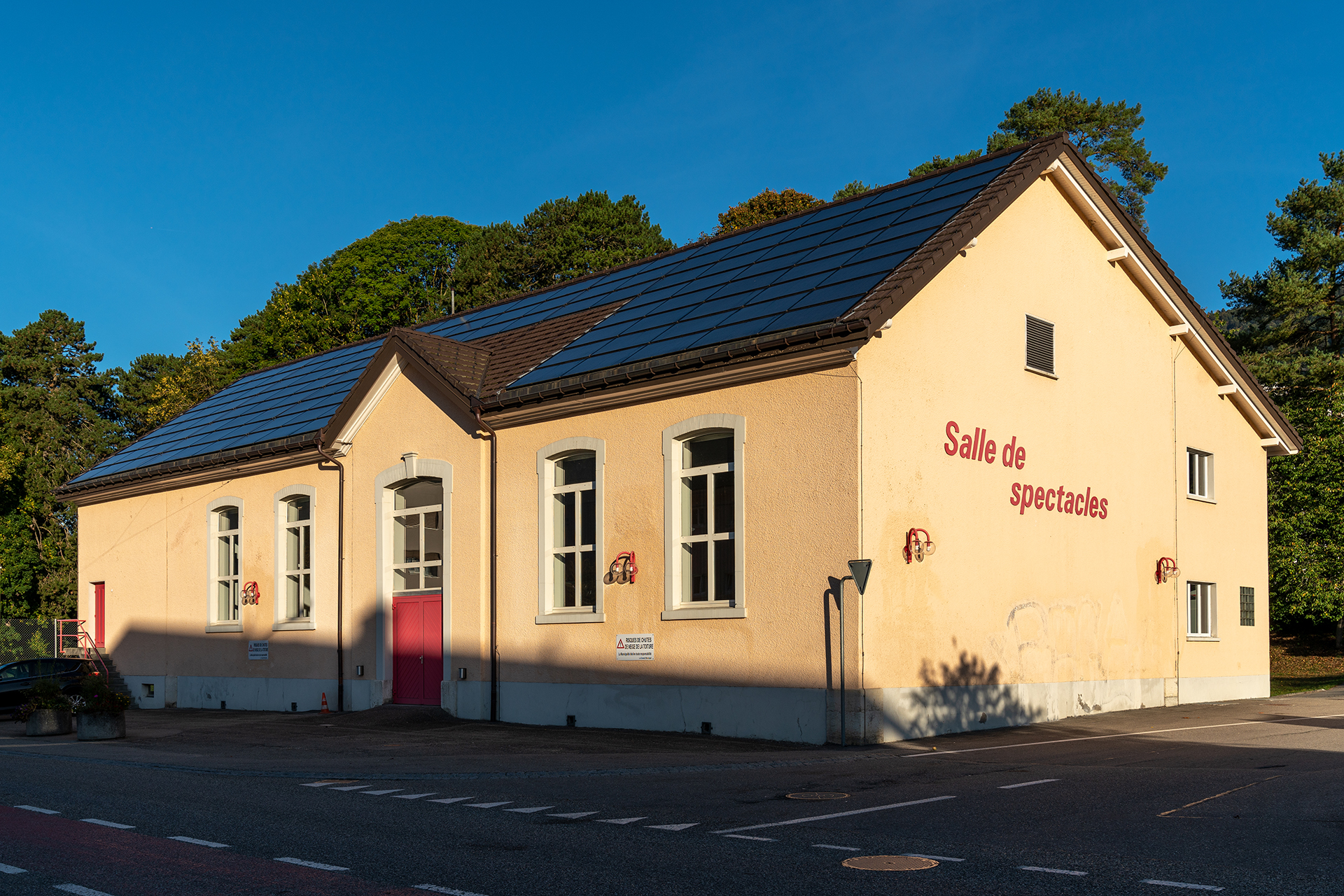
Salle de spectacles
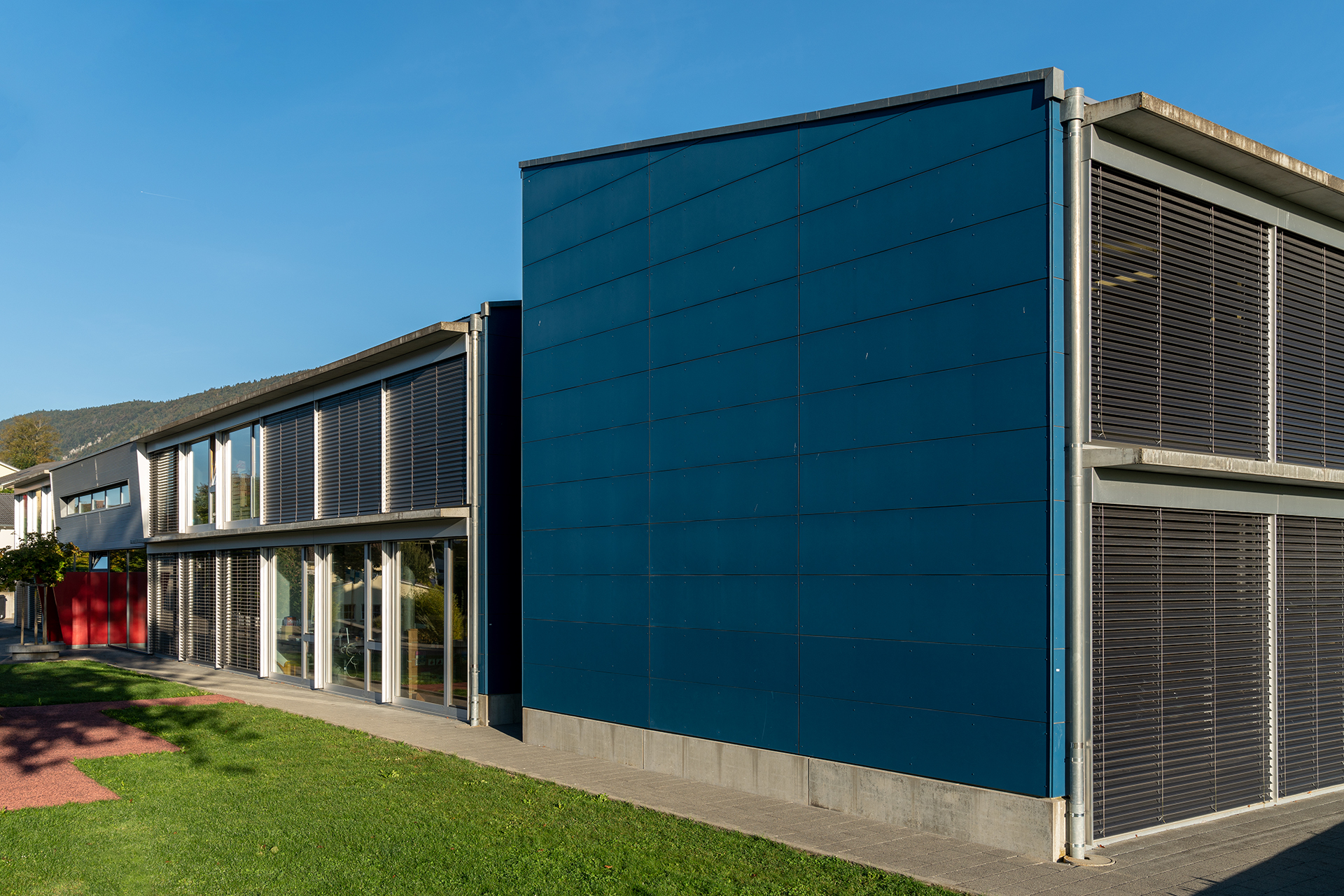
Primarschulhaus
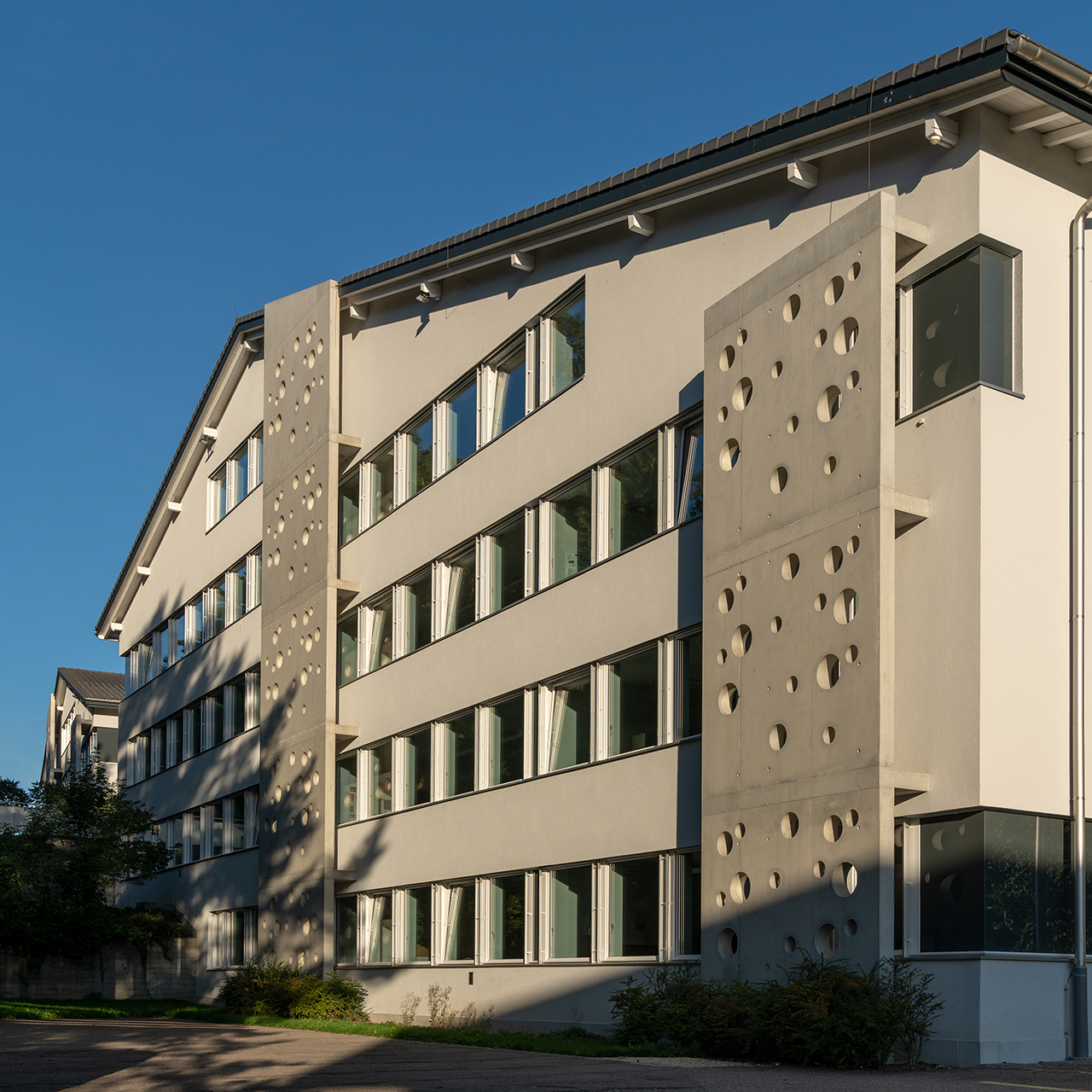
Sekundarschulhaus
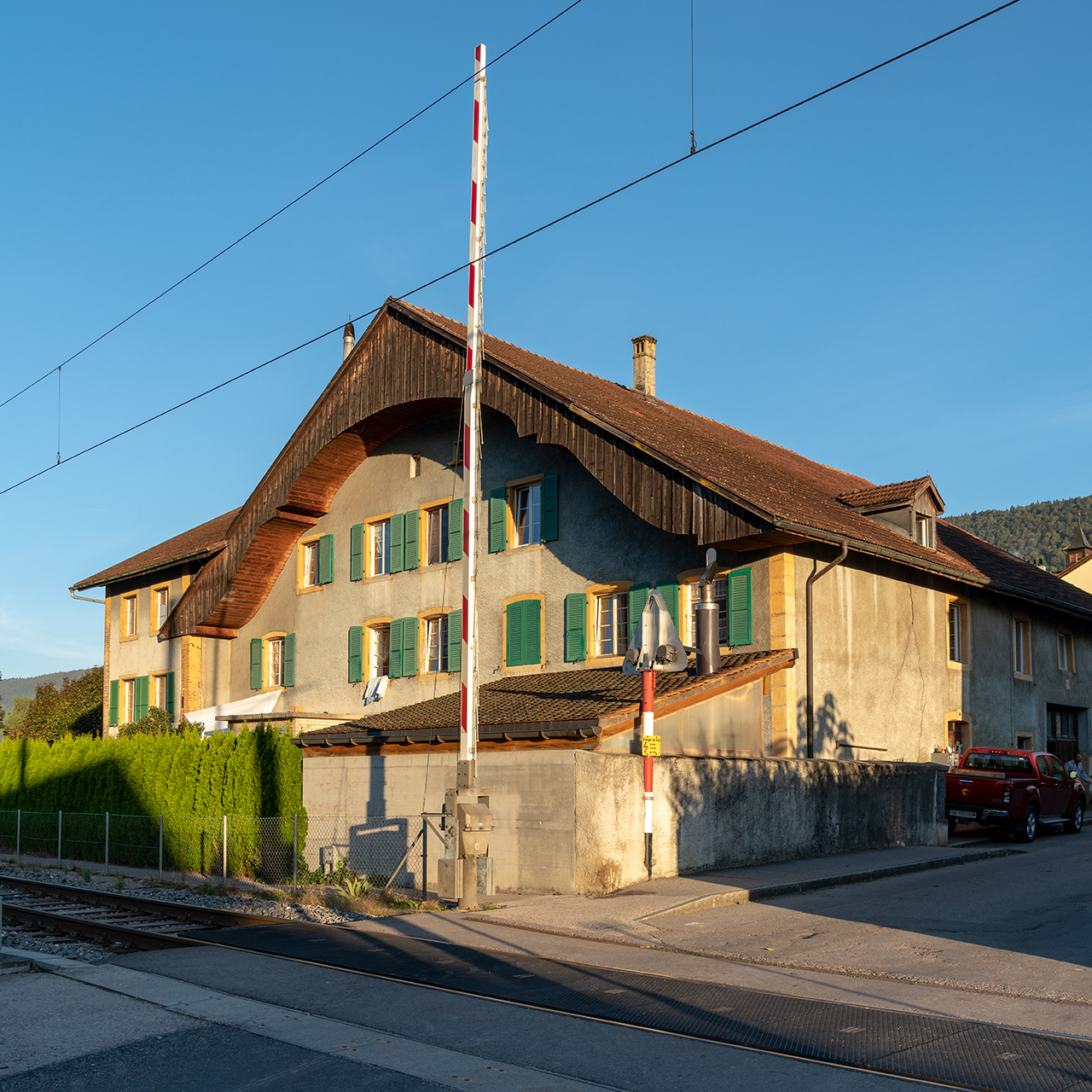
Bauernhaus mit Ründe
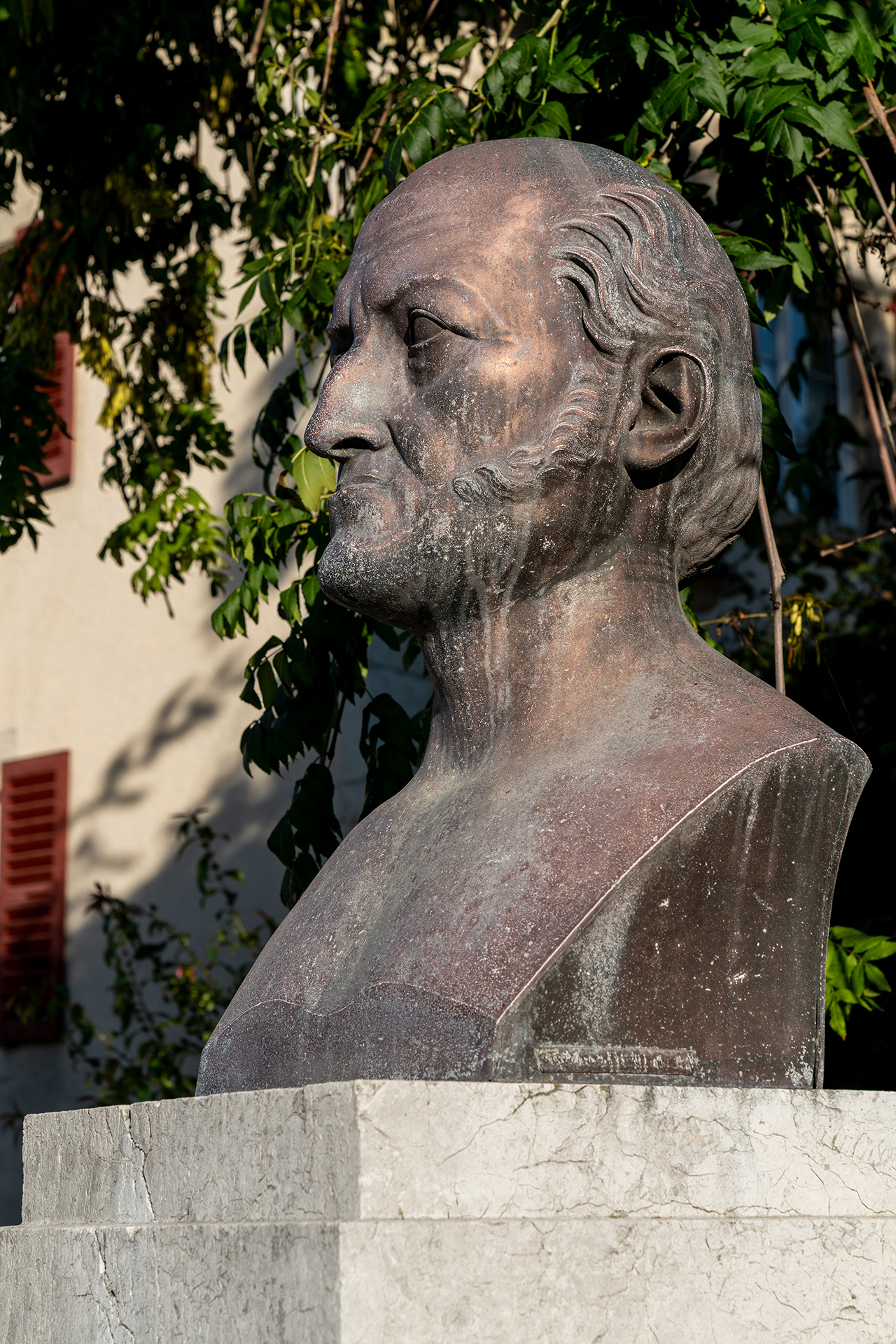
Denkmal Charles-Ferdinand Morel
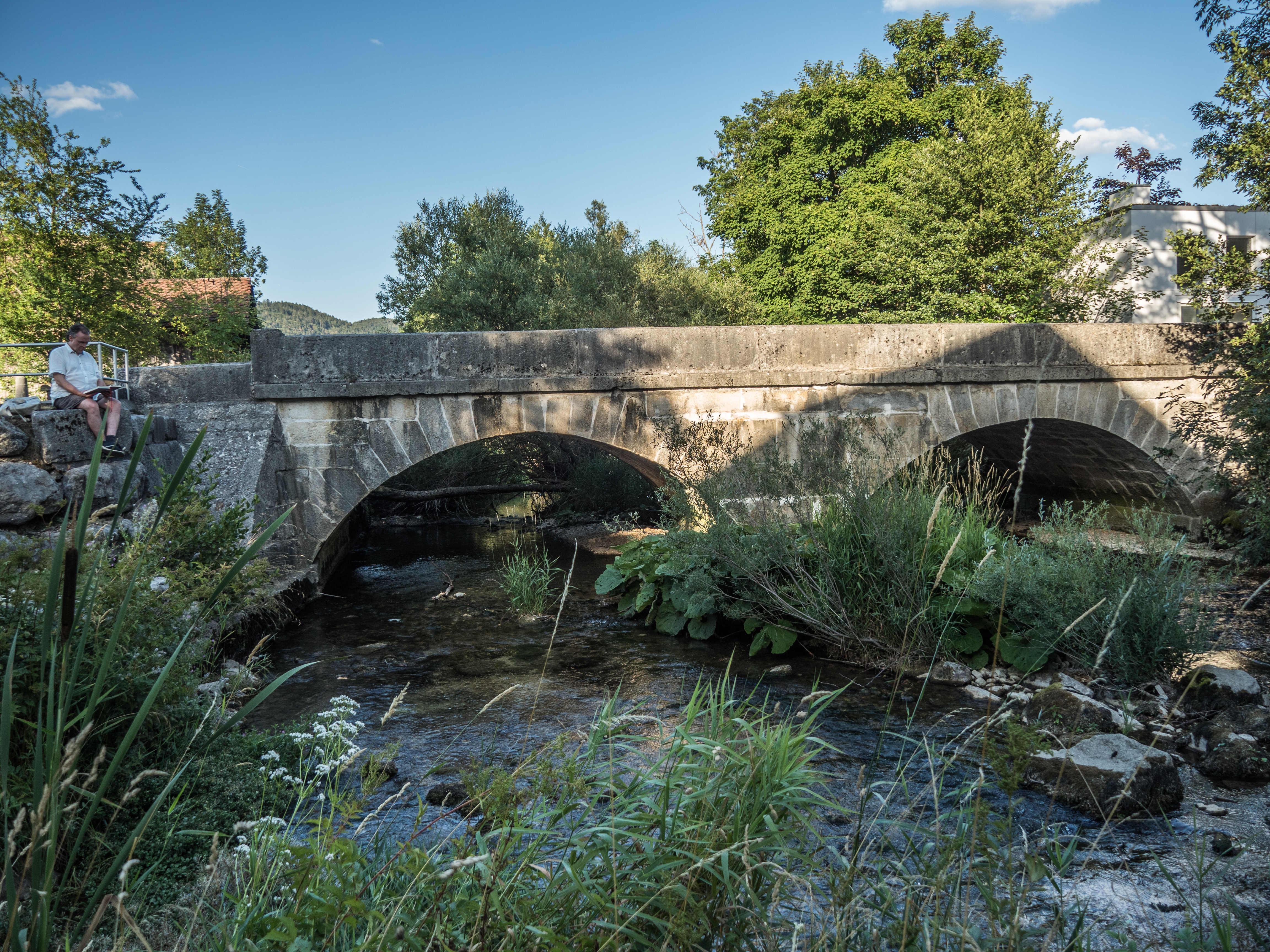
Steinbogenbrücke (1. Hälfte 19. Jh.)

## Persönlichkeiten
- Charles-Ferdinand Morel, genannt Dekan Morel (1772–1848), reformierter Pfarrer und Politiker
- Georges Louis Ruedin (1870–1935), Uhrenfabrikant
- Marie-Louise Ruedin (1880–1960), Klosterfrau
- Samuel Henri Geiser (1884–1973), Landwirt und Täuferforscher
- Jean-Michel Junod (1916–2010), Chirurg und Schriftsteller